# Municipio de Franklyn
El municipio de Franklyn (en inglés: Franklyn Township) es un municipio ubicado en el condado de Brown en el estado estadounidense de Dakota del Sur. En el año 2010 tenía una población de 37 habitantes y una densidad poblacional de 0,4 personas por km².

## Geografía
El municipio de Franklyn se encuentra ubicado en las coordenadas 45°43′43″N 98°39′10″O / 45.72861, -98.65278. Según la Oficina del Censo de los Estados Unidos, el municipio tiene una superficie total de 93.18 km², de la cual 92,74 km² corresponden a tierra firme y (0,47 %) 0,44 km² es agua.

## Demografía
Según el censo de 2010, había 37 personas residiendo en el municipio de Franklyn. La densidad de población era de 0,4 hab./km². De los 37 habitantes, el municipio de Franklyn estaba compuesto por el 89,19 % blancos, el 10,81 % eran amerindios. Del total de la población el 0 % eran hispanos o latinos de cualquier raza.